# Boxheimdokumenten
Boxheimdokumenten var en samling i skrift utarbetade planer på en statskupp, författade 1931 av Werner Best, då han var verksam för Nationalsocialistiska tyska arbetarepartiet (NSDAP) i Hessen. Dokumentet avslöjades för polisen av en annan till Best fientligt inställd nyansluten nationalsocialist. Dokumenten omfattade bland annat texten till en kungörelse som skulle utfärdas i Hessen omedelbart efter en nationalsocialistisk kupp. Formuleringen hade godkänts vid ett möte på ett värdshus, Boxheimer Hof, därav namnet.
Avslöjandet gav anledning till en rättegång vid rikrätten i Leipzig, som dock inställdes efter ett år. Den nationalsocialist som avslöjat dokumenten mördades senare.